# Юкойл
Завод технічних олив та мастил ТОВ «СП Юкойл» — українська блендінгова компанія, яка працює у сфері мастильних матеріалів. Основний напрямок діяльності — виробництво автомобільних та промислових олив, мастил, антифризів, мастильно-холодильних та формувальних рідин, сервісних продуктів під брендом «YUKO».  
Виробничі потужності та головний офіс підприємства розташовані у місті Запоріжжя (Україна). Площа складає понад 10 000 кв.м. При будівництві заводу враховувалися жорсткі вимоги екологічної безпеки, що висуваються до об'єктів у Європейському союзі. Підприємство регулярно проходить перевірки державними органами, що стосуються поводження з небезпечними відходами, про що свідчить ліцензія Міністерства захисту довкілля та природних ресурсів України. Технологічний цикл виробництва максимально автоматизований.
Експортна діяльність охоплює понад 80 країн світу: СНД, США, Європи, Африки та Азії.
Серед стратегічних партнерів підприємства — міжнародні нафтохімічні концерни Nynas, Ethyl (Afton), ExxonMobil, BASF, Infineum, Lubrizol.
На заводі функціонує лабораторія, яка акредитована Держстандартом і регулярно проводяться оціночні аудити.

## Історія
2001 рік — заснування підприємства.
2002 рік — Запуск першої черги побудованого заводу технічних олив «Юкойл».
2003 рік — початок стратегічного партнерства з концерном Lubrizol.
2004 рік — реєстрація та запуск першої товарної продукції під власною торговою маркою «Юкойл».
2005-2007 роки — розширення асортименту продукції та початок співробітництва з міжнародними концернами Nynas, Ethyl (Afton), ExxonMobil.
2007 рік — перші експортні поставки у країни СНД. Отримано перший допуск VDS-2 від автоконцерну VOLVO.
2008 рік — отримано ліцензію Американського інститут нафти (API) для моторних олив та допуски від компаній Cummins (CES 20078) і Daimler AG (МВ 228.3).
2009 рік — модернізація заводської лабораторії. Оновлено дизайн упаковки продукції.
Проходження аудиту та отримання сертифікату на систему управління якістю ISO 9001:2008 (№ UA 2.042.07359-12).
Запущено другу чергу заводу та розпочато виробництво літієвих та кальцієвих консистентних мастил.
Обсяг технічних олив та мастил, які були вироблені, оцінюється у понад 17 млн літрів.
2010 рік — укладено контракт з німецькою компанією Wolver Lab GmbH, яка має 50-річний досвід розробки та виробництва мастильних матеріалів для важких умов експлуатації. Отримано ексклюзивне право представляти продукцію під торговою маркою «Wolver» на території СНД та країн Балтії.
2011 рік — «СП Юкойл» виступив генеральним спонсором автопробігу по країнам Європи українського клубу Skoda. Розпочато традицію спонсорської підтримки автомобільного руху в Україні.
2012 рік — введено в експлуатацію третю чергу будівництва заводу. Запущено нові виробничі та складські комплекси.
2013 рік — «СП Юкойл» стає першим українським підприємством — учасником Європейського союзу незалежних виробників мастильних матеріалів (UEIL) зі штаб-квартирою у Брюсселі (Бельгія).
Відкриття філіалу та складу у центральному регіоні України (Київська область).
Відбувається ребрендінг, торгова марка «Юкойл» отримує назву «YUKO».
2014 рік — кількість країн до яких експортується продукція перевищує 30. «СП Юкойл» займає 1-е місце у національному рейтингу серед підприємств-експортерів України (УКТВЭД 27101993).
2015 рік — «СП Юкойл» стає членом американського національного інституту пластичних мастил (NLGI).
2019 рік — продукція експортується до 80 країн по всьому світу.
2020 рік — компанія «Юкойл» разом з іншими представниками галузі стає на захисті інтересів українських виробників через «Закон про внесення базових олив до категорії підакцизних товарів».

## Продукція
- Моторні оливи
- Трансмісійні оливи
- Гідравлічні оливи
- Індустріальні оливи
- Енергетичні оливи
- Мастила
- МОР

## Досягнення
Компанія «Юкойл» має ліцензію Американського інституту нафти (API), є учасником Європейського Союзу Незалежних Виробників Мастильних матеріалів (UEIL) та  Американського Національного Інституту Пластичних Мастил (NLGI), Європейської Системи Менеджменту Якості Моторних Олив (EELQMS) SAIL.  Окрім того, компанія є єдиною в Україні, яка отримала ліцензію NSF International — незалежної організації, яка акредитована для проведення регістрації мастильних матеріалів та очищувачів, що використовуються у харчовій промисловості.
Підприємство запровадило послугу технічної підтримки та польових випробувань, що успішно допомагає клієнтам компанії не тільки правильно підбирати мастильні матеріали, але й створює доказову базу якості продукції. (Польові випробування моторних олив. Досвід МХП)

## Інновації
«СП Юкойл» запровадив:
- використання гнучкої алюмінієвої мембрани для контролю першого розкриття пластикових каністр;
- фасування мастил в банки з кришкою «Easy-Open» - спеціальна кришка, яка відрізняється від звичайної наявністю кільцевого або фігурного надрізу і кільця-ключика, який дає можливість легко, без зусиль і консервних ножів відкривати бляшані банки;
- етикетки з технологією «Peel-Off» - часто називаються також етикетками peel and read або відкрий-закрий. Це дуже зручна версія етикетки-буклету, що складається з двох етикеток: нижньої та верхньої;
- фасування мастил в упаковку типу «Doy-pack»;
- інноваційну упаковку для мастильних матеріалів — «Oilbox»[9].